# Julia Post

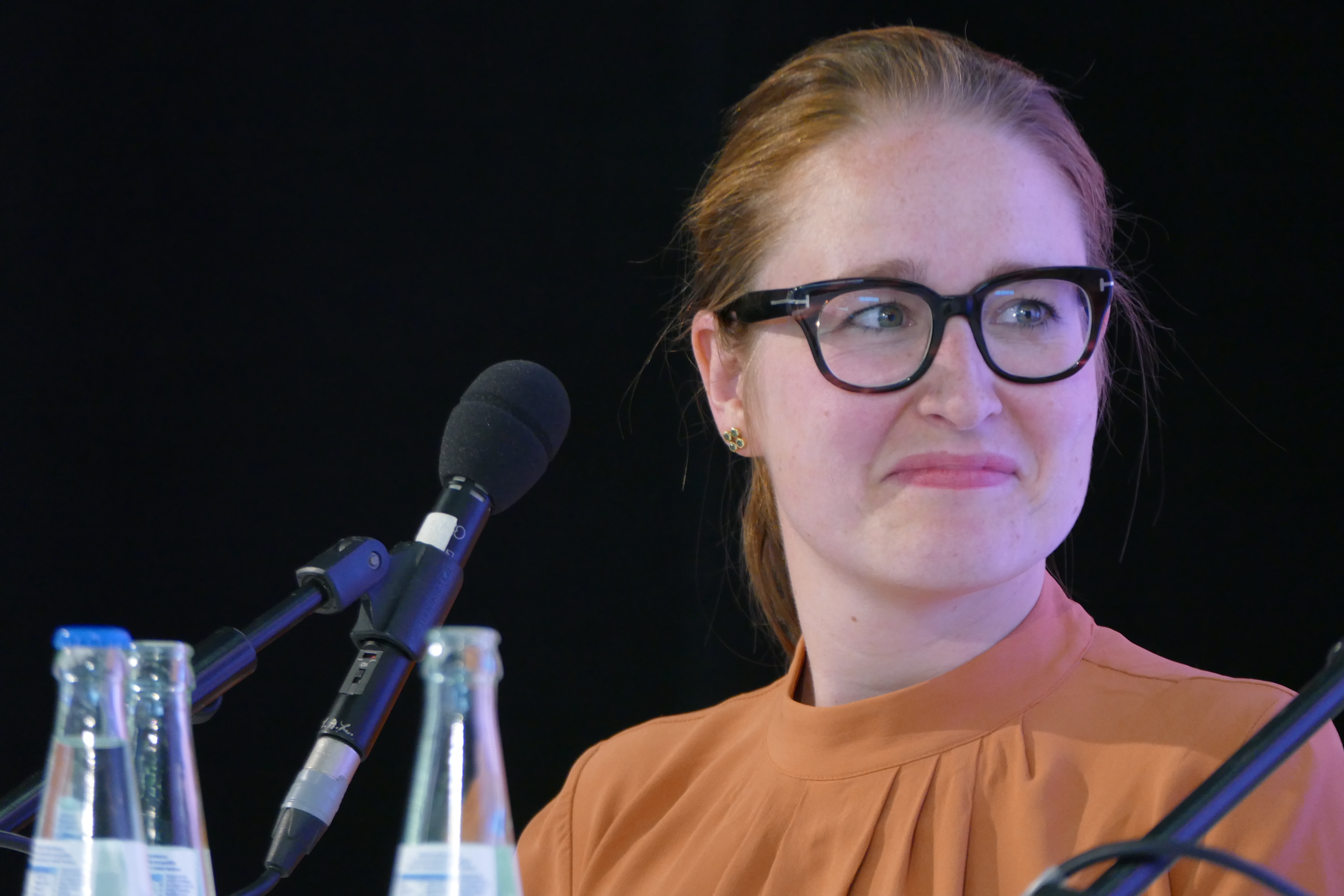
Julia Post 2023

Julia Post (* 14. Oktober 1989 in Gräfelfing) ist eine deutsche Politikerin von Bündnis 90/Die Grünen. Seit 2023 ist sie Abgeordnete im Bayerischen Landtag.

## Leben
Post wurde in Gräfelfing in Oberbayern geboren und machte 2009 am dortigen Kurt-Huber-Gymnasium Abitur. Anschließend studierte sie Politik- und Verwaltungswissenschaften an der Fernuniversität in Hagen, 2015 machte sie den Bachelor, 2020 den Master. Parallel zum Studium absolvierte sie 2010 bis 2013 eine Ausbildung zur Hotelfachfrau und arbeitete anschließend in einem Hotel. Von 2015 bis 2017 engagierte sie sich mit der Initiative Coffee To Go Again gegen die Verwendung von Einwegbechern. Ab 2017 arbeitete sie als selbständige Unternehmerin.
Seit 2015 ist Post Mitglied bei Bündnis 90/Die Grünen. Von 2016 bis 2020 war sie im Vorstand der Grünen in München, 2017 bis 2019 Vorsitzende in Giesing/Harlaching. Von 2020 bis 2023 saß sie für die Grünen im Stadtrat von München. Bei der Landtagswahl am 8. Oktober 2023 kandidierte sie im Stimmkreis München-Pasing und erhielt mit 25,8 % der Erststimmen das zweitbeste Ergebnis nach dem Sieger Josef Schmid (CSU), der 33,9 % erhielt. Zusammen mit den Zweitstimmen im Wahlkreis Oberbayern erreichte sie das siebtbeste Ergebnis der Grünen in Oberbayern und wurde damit in den Landtag gewählt, dem sie seit dem 30. Oktober 2023 angehört.
Im Bayerischen Landtag ist Post Sprecherin der Grünenfraktion für Frauen, Jugend und den Öffentlichen Dienst. Sie gehört den Ausschüssen für Arbeit und Soziales, Jugend und Familie sowie für Fragen des öffentlichen Dienstes an.
Post ist verheiratet und lebt in Pasing.